# Óliver Torres
Óliver Torres Muñoz, född 10 november 1994 i Navalmoral de la Mata, är en spansk fotbollsspelare (mittfältare) som spelar för Sevilla. Torres har även spelat för Spaniens U21-landslag mellan 2013 och 2016.

## Karriär
Den 15 juli 2019 värvades Torres av Sevilla, där han skrev på ett femårskontrakt.